# جورج كامبل (سياسي كندي)
جورج كامبل هو سياسي كندي، ولد في 2 يونيو 1844. حزبياً، نشط في حزب أونتاريو المحافظ التقدمي. وقد انتخب عضو برلمان مقاطعة أونتاريو عن دائرة Durham East (provincial electoral district) ‏ (5 يونيو 1890 – 29 مايو 1894).